# Tormenta tropical Brenda (1960)
La tormenta tropical Brenda fue la segunda tormenta con nombre de 1960. Se desarrolló en el noreste del Golfo de México el 28 de julio, y después se trasladó a tierra en la Península de Florida, donde alcanzó nivel de tormenta tropical. Brenda aceleró al noreste a lo largo de la costa este de los Estados Unidos, como una tormenta con vientos de moderados de 100 km/h (62 mph) antes de cruzar Nueva Inglaterra; se disipó el 31 de julio en el sur de Canadá. La tormenta causó daños moderados en Florida, la peor desde Huracán Easy de 1950, y dejó caer fuertes lluvias por el norte hasta Nueva York. El daño total se estima en 5 millones de dólares de los EE. UU., y sólo una muerte indirecta se atribuyen a causa del ciclón.

## Historia meteorológica

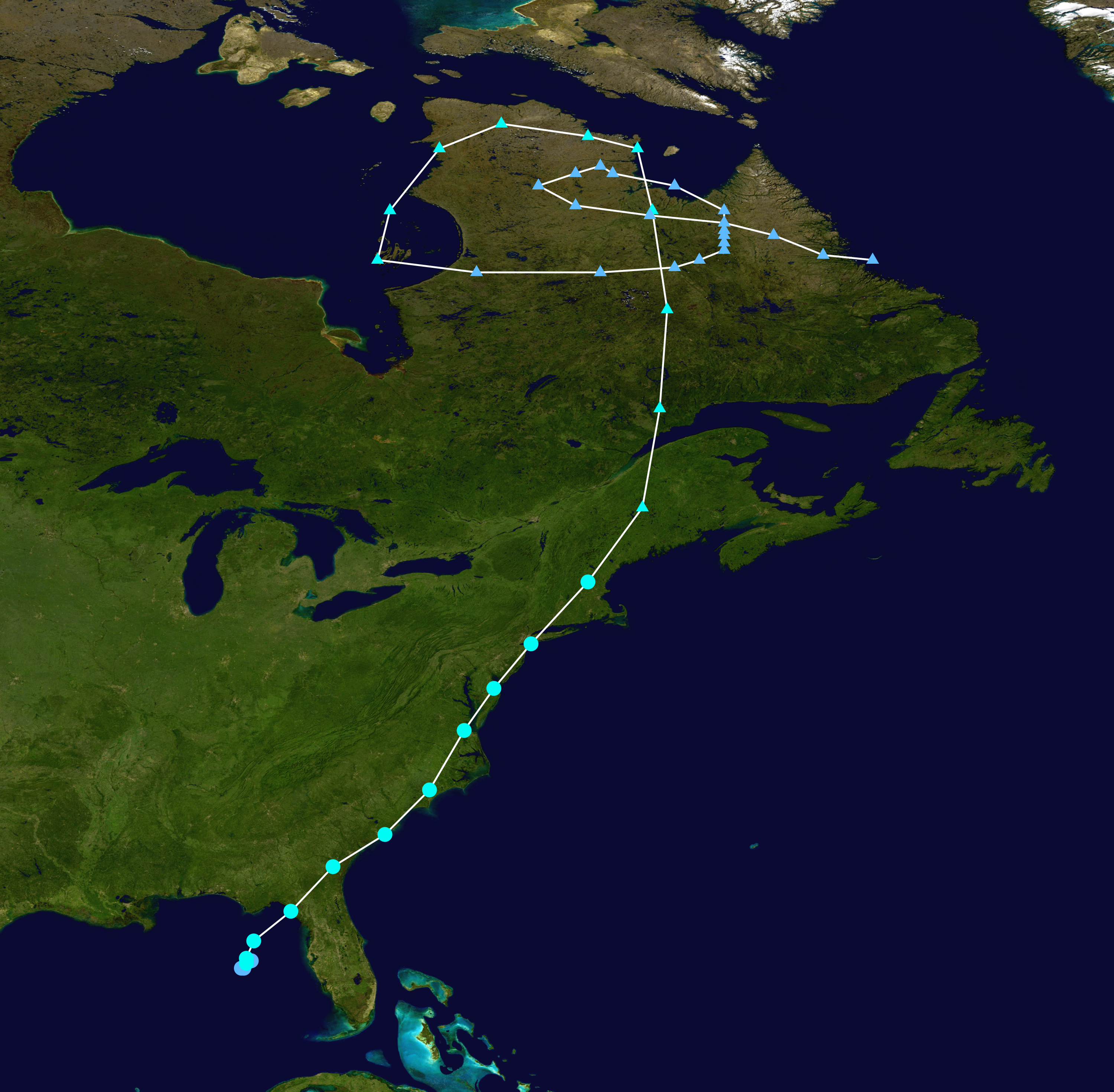
Recorrido de la tormenta.

Una débil borrasca que se organizaba al noreste del Golfo de México comenzó a agudizarse el 28 de julio, cuando se encontraba al oeste de Tampa Bay. Al principio de su vida, el sistema tenía una amplia circulación con vientos flojos, similar a la de una tormenta subtropical. Se convirtió en una depresión tropical ese mismo día mientras se desplazaba hacia el noreste. Llegó a tierra a lo largo de la costa de la Florida cerca de Cross City y continuó hacia el interior, acelerando gradualmente. Probablemente alcanzado condición de tormenta tropical en torno a 1200 UTC del 29 de julio, mientras que su centro se hallaba justo en el interior en torno a Georgia. El ciclón fue nombrado como Brenda después de que aviones de reconocimiento confirmaran que había llegado a fuerza de tormenta tropical.
Brenda se movió hacia el norte, pegado a Georgia y Carolina del Sur antes de pasar al interior de Carolina del Norte. Alcanzó su pico de vientos de 100 km/h (62 mph) a las 0000 UTC el 30 de julio, mientras estaba al norte de Wilmington. Varias horas después, la tormenta surgió en la Bahía de Chesapeake avanzando hacia el noreste a unos 50 km/h (31 mph). Brenda cruzó la Península de Delmarva y se movió rápidamente hacia el sur de Nueva Jersey. La tormenta cruzó el estado y, finalmente, hizo otra entrada en tierra en Long Island antes de hacer una nueva tierra en la costa de Conética.
Alrededor de las 0000 UTC del 31 de julio, se trasladó a Massachusetts. Poco después, perdió sus características tropicales y se transformó en un ciclón extratropical. Se disipó el 1 de agosto sobre el sur de Canadá. Debido a que Brenda se encontraba en las proximidades de la tierra durante la mayor parte de su curso, no fue capaz de intensificarse más allá del nivel de tormenta tropical.

## Preparativos e impacto

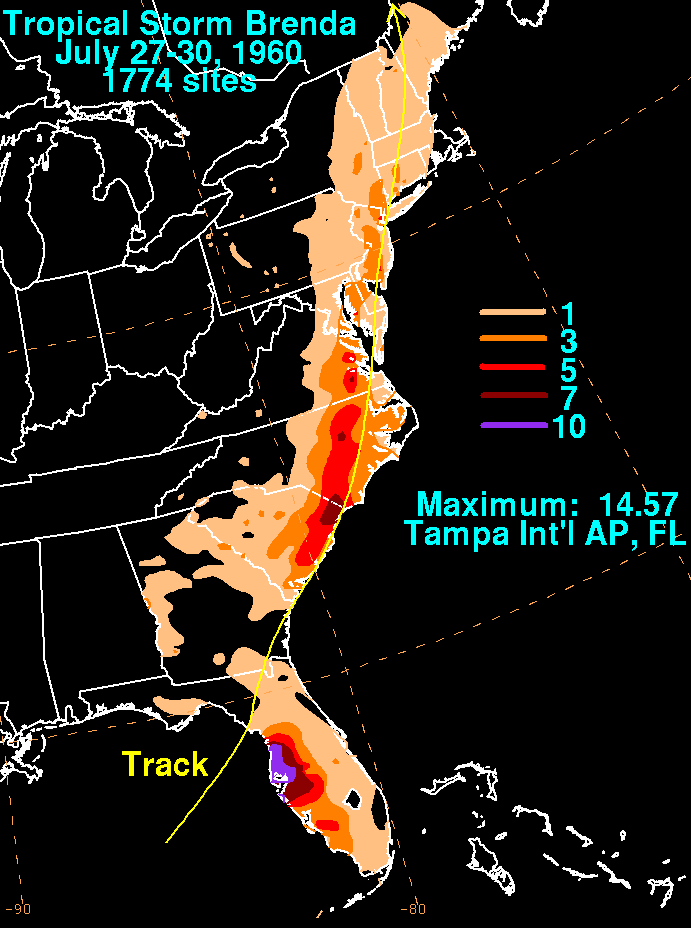
Lluvias totales de Brenda (1960)

Antes de la tormenta, alertas ciclónicas de viento se emitieron de Florida a Maine.
Las precipitaciones de la tormenta tropical Brenda afectaron al menos a 16 estados. Las mayores precipitaciones cayeron en el oeste de Florida, cerca de Tampa, al este del centro de la tormenta, el Aeropuerto Internacional de Tampa recibió 370 mm (15 plg) de lluvia. Grandes inundaciones ocurrieron en el centro-oeste de la península de la Florida. Las ráfagas de viento superaron los 100 km/h (62 mph), y produjo olas en la costa de más de 3 m (10 pies), prodiciendo una considerable erosión. Sin embargo, las mareas de tormenta no fueron graves. Alrededor de Naples, los efectos de Brenda fueron principalmente la ligeros, aunque un pequeño barco y las instalaciones portuarias y carreteras sufrieron algunos daños. Un malecón privado en Clearwater, fue roto en dos lugares por el ciclón.
Brenda fue considerada la peor tormenta que golpeó el área desde el huracán Easy de 1950. Si bien no hubo víctimas directamente atribuidas a la tormenta, por lo menos hubo una muerte relacionada con el tráfico. De acuerdo con el servicio de desastres de la Cruz Roja americana se informó que en ocho condados de Florida, 11 casas tuvieron daños significativos, mientras que 567 sufrieron daños de menor calado. Alrededor de 590 familias fueron afectadas en general. el total de daños monetarios se situó en cerca de 5 millones de dólares.
Las mareas a lo largo de los Bancos Externos de Carolina del Norte se informaron de 0,6 m (2 pies) sobre lo normal. En este lugar y alrededor de Wilmington, la tormenta causó daños menores en techos y ventanas de algunas estructuras frente a la playa. La energía fue interrumpida temporalmente debido a ramas de árboles caídos. Las fuertes lluvias causaron inundaciones en los arroyos y ríos, y en algunas zonas las precipitaciones ayudaron a poner fin a una sequía grave. Algunos barcos fueron hundidos, y los vientos arrancaron el techo de una casa en Long Beach, Carolina del Norte. La fuerte lluvia y las mareas altas inundaron los campos de tabaco.
Lluvias moderadas se extendieron hacia el norte en el los estados del medio Atlántico, con lluvias ligeras reportadas más al norte de Nueva York, En Nueva York cayeron 120 mm (5 plg) de precipitaciones, batiendo el récord de un día de julio de 100 mm (4 plg) en 1872. Las fuertes lluvias inundaron partes del Aeropuerto LaGuardia. Por otra parte, informes de 76 to 130 mm fueron comunes en todo Nueva Jersey, Delaware, Maryland y Virginia. Los fuertes vientos también afectaron partes del noreste de Estados Unidos, con ráfagas hasta de 90 km/h (56 mph) en el sur de Nueva Inglaterra. Las mareas a menudo subieron de 0,91 to 1,2 m sobre lo normal en toda la región. La tormenta causó retrasos en los viajes y dejó varios barcos encallados, pero por lo demás los daños fueron poco importantes. La tormenta obligó a la cancelación de dos partidos de la liga americana de béisbol y el aplazamiento de varios eventos deportivos.